# Hyeonjong de Goryeo
Hyeonjong de Goryeo (1 de agosto de 992 - 17 de junio de 1031, r 1009-1031) fue el octavo gobernante de la dinastía Goryeo de Corea. Él era  nieto del Rey Taejo. Fue designado por el líder militar Gang Jo, a quien el anterior rey Mokjong había llamado para destruir un complot de Kim Chi-yang.
En 1010, Kitán atacó nuevamente durante una lucha de poder interna de Goryeo. Hyeonjong se vio obligado a huir de la capital temporalmente, Hyeonjong ordenó a la corte que se moviera hacia el sur, hasta la ciudad portuaria de Naju. Pero Goryeo rechazó el ataque kitán. Finalmente, las fuerzas de Kitán se retiraron.
En 1019, cuando Goryeo siguió negándose a someter o devolver los territorios del norte, los kitán atacaron una vez más. Los generales de Goryeo, incluido Gang Gam-chan, pudieron infligir grandes pérdidas al ejército kitán en la Batalla de Kuju. Kitán se retiró sin lograr sus demandas. Kitán nunca más invadió Goryeo. Tanto la dinastía Liao como Goryeo disfrutaron de un momento de paz, y sus culturas estuvieron en su apogeo.
Mientras tanto, Hyeonjong ordenó la compilación del Tripitaka Coreana, que era de 6.000 volúmenes. Es el acto de tallar los bloques de madera que se consideró una forma de provocar un cambio en la fortuna al invocar la ayuda del Buda.

## Cultura popular
Es interpretado por Kim Ji-hoon en la serie de televisión KBS2 2009 Emperatriz Cheonchu. 